# 佐洛哲默勒
佐洛哲默勒，是匈牙利维斯普雷姆州所辖的一个村，总面积11.11平方公里，总人口436，人口密度39.2人/平方公里（2010年1月1日）。